# Saint-Pol-sur-Mer
Pour les articles homonymes, voir Pol.

Logo de la commune

Saint-Pol-sur-Mer (Sint-Pols en Flamand, Saint-Po-dsu-Mér en Picard) est une ancienne commune française, située dans le département du Nord et la région Hauts-de-France, associée à Dunkerque depuis le 9 décembre 2010.

## Géographie

### Situation
Saint-Pol-sur-Mer est une ville entre le port Est de Dunkerque, le quartier de Petite-Synthe et Fort-Mardyck.
Elle se situe dans la région naturelle du Blootland qui se caractérise par les paysages très plats et de nombreux canaux.
Sa superficie est de 5,14 km².
Saint-Pol-sur-Mer est reliée à Lille (80 km) et Paris (300 km) par l'autoroute française A25, au Tunnel sous la Manche via Calais par l'A16/E40, et à Bruxelles par l'A16/E40.

### Climat
La station météorologique la plus proche de Saint-Pol-sur-Mer est celle située dans le port. La ville dispose d'un climat dit « tempéré océanique », ce qui implique de nombreuses précipitations et une variation assez faible des températures entre l'hiver et l'été.
| Ville             | Ensoleillement | Pluie       | Neige   | Orage   | Brouillard |
| ----------------- | -------------- | ----------- | ------- | ------- | ---------- |
| Paris             | 1 797 h/an     | 642 mm/an   | 15 j/an | 19 j/an | 13 j/an    |
| Brest             | 1 749 h/an     | 1 109 mm/an | 9 j/an  | 11 j/an | 74 j/an    |
| Strasbourg        | 1 637 h/an     | 610 mm/an   | 30 j/an | 29 j/an | 65 j/an    |
| Nîmes             | 2 669 h/an     | 762 mm/an   | 3 j/an  | 24 j/an | 11 j/an    |
| Saint-Pol-sur-Mer | 1 900 h/an     | 675 mm/an   | 11 j/an | 11 j/an | 34 j/an    |
| Moyenne nationale | 1 973 h/an     | 770 mm/an   | 14 j/an | 22 j/an | 40 j/an    |

| Mois                                       | Janv | Fév  | Mars | Avr  | Mai  | Juin | Juil | Août | Sept | Oct  | Nov  | Déc  | Année |
| ------------------------------------------ | ---- | ---- | ---- | ---- | ---- | ---- | ---- | ---- | ---- | ---- | ---- | ---- | ----- |
| Températures minimales moyennes (°C)       | 2,2  | 2,2  | 3,8  | 6    | 9,1  | 12,1 | 14,3 | 14,6 | 12,8 | 9,7  | 5,7  | 3,3  | 8     |
| Températures moyennes (°C)                 | 4,3  | 4,4  | 6,4  | 8,6  | 12   | 14,8 | 17   | 17,4 | 15,7 | 12,5 | 8    | 5,4  | 10,5  |
| Températures maximales moyennes (°C)       | 8,4  | 9    | 10,4 | 12   | 16,1 | 18,6 | 20,9 | 21,3 | 19,6 | 16   | 11,4 | 8,6  | 13,6  |
| Moyennes mensuelles de précipitations (mm) | 57,4 | 42,1 | 52,1 | 47,6 | 46,3 | 52,4 | 53,3 | 48,1 | 61,6 | 72,6 | 81,5 | 60,6 | 675,7 |
| Nombre de jours de vent                    | 15,8 | 10,9 | 12,1 | 7,3  | 5,3  | 5,5  | 5,1  | 5,5  | 7,4  | 9,1  | 9,1  | 11,7 | 101,2 |

### Communications
Réseau routier

Le réseau ferroviaire et routier du Nord-Pas-de-Calais

Saint-Pol-sur-Mer se trouve à proximité de l'A25, elle commence à Petite-Synthe et on y accède depuis l'ouest de Saint-Pol du côté de Fort-Mardyck, l'autoroute permet de rallier Lille et Paris (via l'A1), elle est également proche de l'A16/E40, liant Calais,Boulogne-sur-Mer, et le tunnel sous la Manche, les sorties  27  29  30 desservent Saint-Pol-sur-Mer via Petite-Synthe.
Réseau ferroviaire
Saint-Pol-sur-Mer ne dispose pas de gare, la plus proche étant la gare de Dunkerque. Celle-ci assure des liaisons ferroviaires directes à destination de Paris (à 1 h 35 ou 2 h en TGV, selon les liaisons), Lille (à 35 minutes), Arras et Calais (trois liaisons par jour, sauf les dimanches et fêtes).
Liaison aérienne
L'aérodrome le plus proche est celui de Marck, à côté de Calais. L'aéroport de Lille est quant à lui à une heure de route environ de Saint-Pol.

### Transports en commun
Saint-Pol-sur-mer au même titre que les autres communes de la communauté urbaine est desservie par le réseau DK'BUS. Les transports en commun sont totalement gratuits dans l'agglomération Dunkerquoise depuis le 1er septembre 2018. Parmi les 20 lignes de bus, 7 lignes desservent Saint-Pol-sur-Mer. Il s'agit des lignes : C2, C4, C4A, C5, 15, 18, et N1.

### Paysages
Pour un article plus général, voir Paysage en France.
La commune s'inscrit dans les « paysages des dunes de la mer du Nord » tels qu’ils sont définis dans l’atlas de paysages de la région Nord-Pas-de-Calais, conçu par la direction régionale de l'Environnement, de l'Aménagement et du Logement (DREAL),.
Ces paysages concernent 23 communes du Nord et du Pas-de-Calais avec trois pôles d’attraction que sont Calais à l'ouest et Dunkerque à l’est et, dans une moindre mesure, Gravelines au centre où se trouve le delta du fleuve côtier l’Aa. On y distingue trois parallèles : la frange côtière avec son cordon dunaire ; l'ancienne route nationale 1 et l'Autoroute A16.
Ces paysages sont composés d’un cordon dunaire de 60 km typique des paysages nordiques et que l’on retrouve aux Pays-Bas et en Belgique. Ce cordon littoral datant du VIIIe siècle s’est constitué durant la dernière transgression marine et joue un rôle de digue en protégeant la plaine maritime de l’invasion de la mer. Sa taille n’excède pas, en largeur, quelques centaines de mètres et, en hauteur, une dizaine de mètres.
Une particularité de ces paysages est la présence de moëre (marais en flamand), point le plus bas du territoire français, avec une altitude de −4 m. leur assèchement est entrepris dès 1619 par 23 moulins à vent qui vont pomper l’eau et l’acheminer vers la mer par des watringues. Ces polders, terres gagnées sur la mer, ainsi constitués sont les plus anciens de l’Europe du Nord.
Les cultures ne représentent que 35 % de ces paysages des dunes de la mer du Nord.
Concernant l'activité humaine, à l’ouest de ces paysages se trouve : la région de Calais, avec le tunnel sous la Manche et l'activité portuaire de Calais tournée vers l’Angleterre ; à l’est, la zone urbaine de Dunkerque et ses installations portuaires et, au centre, la zone de Gravelines avec son port de plaisance et sa centrale nucléaire.
Sur le plan de la biodiversité, on y observe de nombreux déplacements d’oiseaux marins, côtiers ou terrestres ainsi que des phoques veau-marin installés sur les bancs de sable.

## Histoire

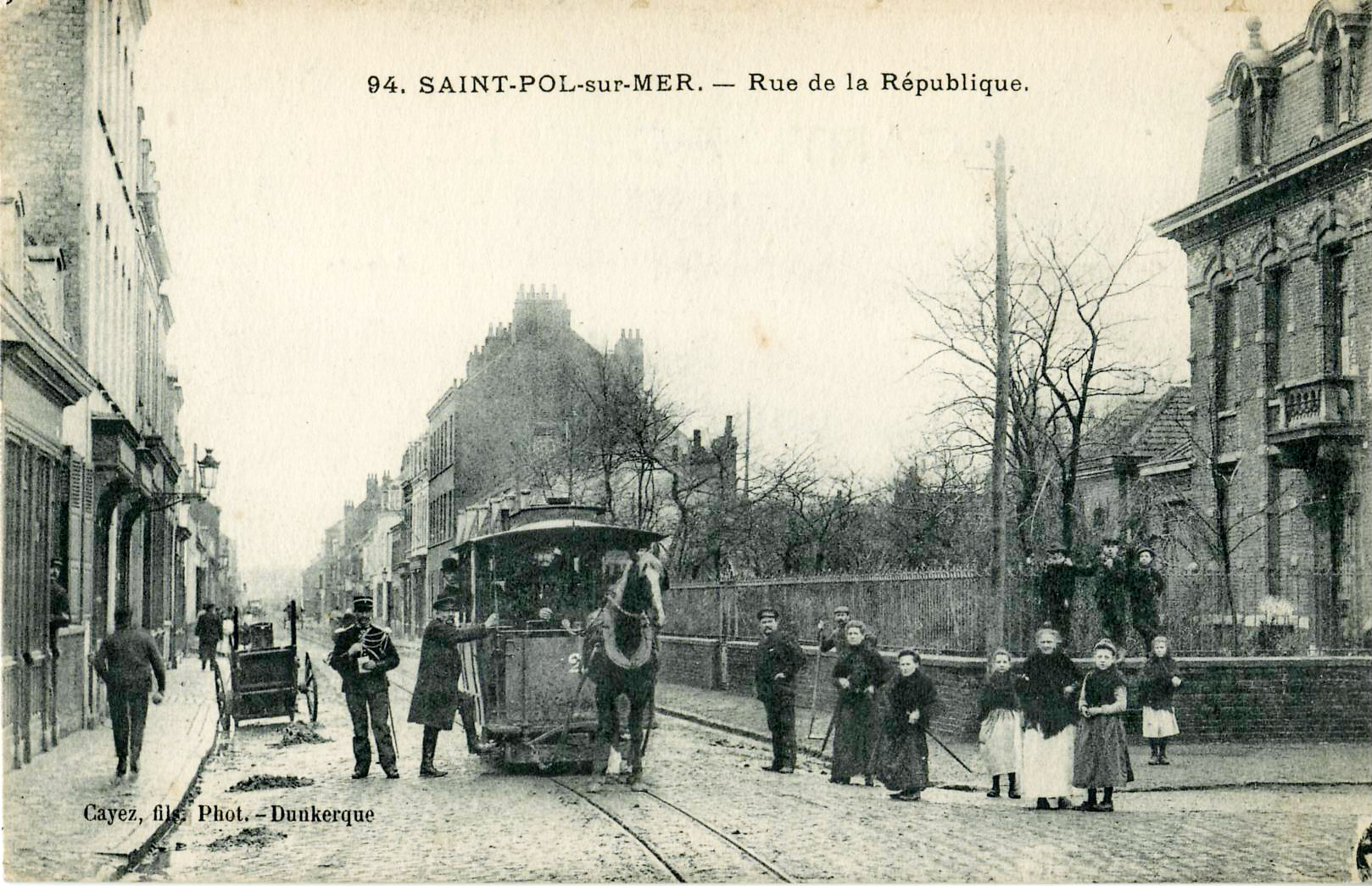
Saint-Pol au début du XX, était alors relié à Dunkerque par une ligne de tramway hippomobile, qui sera transformé en tramway électrique du réseau urbain en 1912

La commune fut créée en 1877 par détachement de la commune de Petite-Synthe (commune aujourd'hui disparue, car fusionnée avec Dunkerque en 1972). Elle doit son nom à l'estaminet qui se trouvait à l'entrée de la ville : « le Saint Pol » ainsi baptisé en mémoire du Chevalier de Saint-Pol-Hécourt, compagnon du fameux corsaire dunkerquois Jean Bart. En 1889 on ajouta « sur Mer », cela avant que Dunkerque n'achète en 1912 les terrains situés en bord de mer pour agrandir son port.
Pendant la première guerre mondiale, Saint-Pol-sur-Mer est en 1917-1918, une des communes dépendant du commandement d'étapes installé à Petite-Synthe puis à Coudekerque-Branche. Un commandement d'étapes est un élément de l'armée organisant le stationnement de troupes, comprenant souvent des chevaux, pendant un temps plus ou moins long, sur les communes dépendant du commandement, en arrière du front. Saint—Pol-sur-Mer a donc accueilli des troupes à ce titre. En 1917-1918, la commune dépendait également du commandement d'étapes de Téteghem.
Le 5 décembre 1917, vers 1 heure, des bombes sont tombées sur Saint-Pol; elles ont fait trois victimes : un militaire en permission, une femme, un petit enfant. Le 6 décembre 1917, nouvelle alerte, des bombes ont atteint un baraquement occupé par le 94e régiment d'infanterie territoriale; elles ont tué 13 personnes et en ont blessé 13 autres. Nouveau bombardement le 12 décembre 1917 vers 19 h : douze engins ont atterri dans les champs ne faisant ni victimes ni dégâts.Le 15 décembre 1917, 6 bombes ont été lancées sur la commune.
Le 18 décembre 1917, un bombardement aérien a frappé entre 17h 50 et 18h 45 les communes de Saint-Pol-sur-Mer, Petite-Synthe et Fort-Mardyck.
Les 21 et 22 janvier 1918, un bombardement aérien a touché Coudekerque-Branche (6 bombes reçues), Malo-les-Bains (3 bombes), Petite-Synthe (1 bombe), Saint-Pol-sur-Mer (5 bombes). À Coudekerque, des voies de la gare de triage, dont celle doublant la voie principale Dunkerque-Hazebrouck, ont été endommagées, un bâtiment touché (vitres brisées), une bombe est tombée dans un champ, une dans le canal de Bergues. Il n'y a pas de victimes. À Malo-les-Bains, les trois bombes sont tombées dans le sable, ni victimes, ni dégâts.
À Petite-Synthe, une bombe tombée dans une rue, ni victimes, ni dégâts. À Saint-Pol-sur-Mer, cinq bombes ont touché la ville, cinq maisons ont été détériorées, aucune victime.
Le 26 janvier 1918, bombardement sur l'agglomération dunkerquoise, d'abord terrestre vers 23h30, puis aérien vers 0h25. Le bombardement terrestre a concerné Saint-Pol (un obus de 380 tombé 72 rue de la République, dégâts matériels), et Rosendaël (un obus de 380 tombé sur l'abattoir, dégâts matériels). Le bombardement aérien a vu une bombe larguée sur Malo-les-Bains, (rue de Roubaix, plusieurs automobiles militaires endommagées) et deux torpilles lancées sur Fort-Mardyck, (elles n'ont pas explosé, pas de victimes).
Nouveau bombardement aérien sur Saint-Pol le 29 janvier vers 23h15 mais meurtrier cette fois : dix bombes ont été lancées faisant deux tués cinq blessés et des dégâts matériels.
Le 19 décembre 2003, les conseils municipaux de Dunkerque et Saint-Pol-sur-Mer ont délibéré en faveur d'une fusion-association qui créerait une nouvelle entité de 94 187 habitants. Bien que cette procédure ne soit pas encore obligatoire (elle l'est devenue depuis le 1er janvier 2005), le préfet a exigé un référendum auprès de la population. La consultation a eu lieu le 5 décembre 2004, cette fois sur trois communes, Dunkerque, Saint-Pol-sur-Mer et Fort-Mardyck. Bien que le oui ait recueilli 54 % des suffrages exprimés, il n'a obtenu que 24,25 % des inscrits au lieu des 25 % que requiert la loi, le préfet a donc refusé la fusion.
- 2010 : à la suite de la décision du Conseil d'État d'annuler l'arrêté du préfet, le projet de fusion est de nouveau à l'ordre du jour[17].
- 7 décembre 2010 : le préfet ayant autorisé les conseils municipaux à de nouveau statuer sur le sort du projet, les 3 conseils municipaux votent une nouvelle fois en faveur de la fusion-association.
- 8 décembre 2010 : le préfet ayant pris acte de la volonté des conseils municipaux, il accepte la fusion qui prend effet le 9 décembre 2010[18].

Depuis 2015, Saint-Pol est classé quartier prioritaire, avec 5 138 habitants en 2020 et un taux de pauvreté de 45 %.

## Héraldique
|  | Les blasons de Saint-Pol-sur-Mer : « Écartelé en sautoir : en chef d'or au lion de sable armé et lampassé de gueules ; à dextre et à senestre, de sinople au lion d'or couronné du même ; en pointe d'or à la lyre de gueules ; un sautoir dentelé de sable brochant de la partition. » Différences entre dessin et blasonnement : le sautoir du dessin n'est pas dentelé mais engrêlé. |

|  | En hommage à Guynemer, la commune a utilisé jusqu'aux années 80 un autre blason : "D'or au lion de sable, armé et lampassé de gueules mis au premier canton avec un nuage d'argent démarrant du deuxième canton contenant en haut à droite un biplan argent de la guerre 1914/1918 et en bas à gauche une cigogne tenant dans son bec une banderole où est inscrit GUYNEMER et en pointe 5 pales de Vaire sinople séparées de 4 pales d'argent." |

## Drapeau
La ville de Saint-Pol-sur-Mer a son propre drapeau :
"Fascé de 6 pièces de sinople et d'argent."

## Politique et administration

### Rattachements administratifs et électoraux
La commune associée est une des composantes de la commune de Dunkerque.
Pour l'élection des députés, elle fait partie de la douzième circonscription du Nord.
Depuis le redécoupage cantonal de 2014 en France, la commune associée appartient au canton de Dunkerque-1, qui comprend une partie de Dunkerque et la commune associée de Fort-Mardyck et Petite-Synthe.

### Tendances politiques et résultats
Élections européennes
- Élections européennes de 2004 :

Pour cette élection également les résultats ne suivent pas les scores nationaux bien que le PS arrive également en tête avec 35,46 %(28,90 %), arrive ensuite la liste du FN avec 24,24 %(9,81 %), 3e le parti communiste avec 7,46, puis les Verts obtiennent 5,85 %(7,41 %), l'UDF recueille 5,59 %(11,96 %), enfin l'UMP obtient 5,52 %(16,64 %). Les autres listes recueillent moins de 5 %. L'abstention étant de 63 %, ce qui suit est plus élevée que la moyenne nationale de 57,24 %.
- Élections européennes de 2009 :

Saint-Pol-sur-Mer n'a pas suivi la moyenne nationale. En effet les socialistes arrivent en tête en recueillant 23,49 % (nat:16,48 %) des suffrages, second le FN ayant recueilli 16,19 % (6,34 %), arrive ensuite Europe Écologie avec 13,54 % (16,28 %),la liste de l'UMP arrive 4e avec 10,73 % (27,87 %), Les autres ayant moins de 8 %. L'abstention est plus élevée que la moyenne nationale, elle vaut 67,58 %(59,35 %).
Élections présidentielles
- Élection présidentielle française de 2002 :

Saint-Pol a moins massivement voté pour Jacques Chirac que la moyenne nationale. Il n'obtient « que » 67,70 %(82,21 %) de ses voix, et donc 32,30 %(17,79 %) pour Jean-Marie Le Pen, l'abstention ayant été de 23,86 %(20,29 %). À noter que Lionel Jospin recueille au premier tour 16,28 %, Jean-Marie Le Pen obtient 30,29 % et Jacques Chirac est accrédité de 10,91 % des voix. L'abstention étant de 29,92 %.
Élection présidentielle française de 2007
La ville a suivi la moyenne nationale en donnant 54,50 %(53,06%) des voix à Nicolas Sarkozy contre45,50 %(46,94 %) pour Ségolène Royal, l'abstention étant de 23,38 %(16,03 %)
Élections régionales
- Élections régionales françaises de 2004

Au cours du 1er tour du 21 mars, les Saintpolois ont voté principalement pour 2 listes : celle de Daniel Percheron du PS à 41,05 % (reg: 29,89 %) et celle de Carl Lang du FN à hauteur de 27,18 % (17,94 %), le 3e, le candidat UMP, Jean-Paul Delevoye est largement battu avec 6,38 % (17,27 %). Au soir du second tour, la liste vainqueur à Saint-Pol est celle de Daniel Percheron avec 61,18 % des voix, ce qui est supérieur à la moyenne régionale de 51,84 %, ce qui lui permet d'avoir 73 sièges au conseil régional. Contrairement à Saint-Pol où elle fait un score de 11,71 %, la liste UMP termine seconde avec 28,43 % dans la région, elle obtient ainsi 24 sièges, enfin la liste frontiste performe à Saint-Pol où elle réunit 27,11 % des voix, contre 19,73 % dans le Nord-Pas-de-Calais, ayant 16 sièges,.
Élection législative
- Élections législatives françaises de 2002

Le premier tour offre un duel entre le socialiste Jean Le Garrec ayant recueilli 20,91 % (cir:30,45 %)des voix et la frontiste Marion Auffray obtenant 19,42 %(17,89 %), bien que Christian Hutin ait recueilli 36,36 % des suffrages de la ville, il n'est pas au second tour car il ne recueille sur la circonscription que 17,13 %.Lors du second tour, Jean Le Garrec est élu avec 60,79 % (64,19 %) des voix devant son adversaire recueillant 39,21 % (35,91 %). L'abstention ayant été de 49,17 % au second tour contre 41,64 % au premier.
- Élections législatives françaises de 2007

Lors du premier tour, seuls les deux candidats du second tour recueillent plus de 8 % des voix, Christian Hutin (DVG) qui obtient 57,95 % (37,08 %) des bulletins et Jacqueline Gabant accréditée de 18,69 % (23,17 %), 47,39 % des Saintpolois étant abstentionnistes. Au second tour, Christian Hutin est élu avec 72,54 % (63,95 %) des suffrages devant Jacqueline Gabant soutenue par 27,46 (36,05 %), le taux d'abstention a été de 46.70 %. On peut remarquer qu'une nouvelle fois, la ville a voté dans des proportions différentes que les autres villes.
Élections municipales
- Élections municipales françaises de 2001

Une fois encore, les municipales saintpoloises opposent très peu de liste, deux cette fois-ci: la liste de gauche de Christian Hutin l'emporte à la majorité absolue au premier tour avec 74,08 % des suffrages contre 25,92 % pour la liste de divers gauche. 34,57 % des Saintpolois ne se sont pas déplacés au urnes.
Élections cantonale puis départementales
- Élections cantonales françaises de 2008

À l'issue du premier tour, la socialiste Marie Fabre et la candidate de l'UMP Jacqueline Gabant arrivent en tête avec respectivement 44,81 %(can:48,59 %) des voix et 21,55 % (19,32 %). Arrivent ensuite Marcel Lefevre (Les Verts) à 14,09 % (13,48 %), la frontiste Françoise Coolzaet créditée de 12,88 % des suffrages (11,20 %) et enfin le candidat du PC Fabrice Kharfallah avec 6,68 % des voix (6,54 %). Lors du second tour, Marie Fabre remporte le canton de Dunkerque-Ouest, haut la main, l'élection puisqu'elle recueille 76,60 % des voix dans la ville, et au total 75,01 % dans le canton. L'abstention saintpoloise ayant été au premier tour de 51,21 % et de 64,57 % au second, la différence d'abstention entre les deux tours peut s'expliquer que les saintpolois n'aient pas voulu se déplacer uniquement pour les cantonales, en effet lors du premier tour, ils votaient à la fois pour les municipales que pour les cantonales, M.Hutin ayant été élu dès le premier tour, les municipales ne se déroulaient pas le dimanche suivant.
Référendums
- Référendum français sur le traité établissant une constitution pour l'Europe (2005)

Saint-Pol-sur-Mer a très largement voté contre la constitution européenne puisqu'elle accorde 74,83 % (nat:54,68 %) au « non » et 25,17 % (45,32 %) pour le « oui ». L'abstention ayant été de 36,23 %(30,66 %)

### Politique locale
Lors des élections municipales de 2008, Christian Hutin a été élu dès le premier tour avec 100 % des suffrages. Il était à la tête de la seule liste en compétition, unique cas pour une ville de cette importance dans le Nord-Pas-de-Calais. En conséquence, l'intégralité de la liste de Christian Hutin a composé de 2008 à 2014 le conseil municipal de 35 sièges. Sur les 15 766 électeurs, 7 695 se sont exprimés, soit une abstention de 51,19 %. De plus, il y a eu 17,76 % de bulletin blanc. Le maire élu a donc recueilli le soutien de 40,1 % des inscrits. En 2014, il est réélu au deuxième tour avec 50,05% des suffrages exprimés, devant le Front National (25,77%), la liste soutenue par le futur maire de Dunkerque Patrice Vergriete (15,32%) et une liste divers droite (8,86%).
Réélu député en juin 2017, le maire délégué Christian Huttin démissionne, conformément aux règles limitant le cumul des mandats, de ses fonctions exécutives locales.
Fin juillet 2017, Jean-Pierre Clicq, qui fut son premier-adjoint, est élu maire de la commune associée.
Le second tour des élections municipales de 2020 a lieu le 28 juin. La liste du Rassemblement national perd lors de ce second tour

### Liste des maires
Saint-Pol-sur-Mer est une commune associée à Dunkerque depuis le 9 décembre 2010, elle dispose donc d'un conseil consultatif présidé par un maire délégué. Les membres de ce conseil siègent également au conseil municipal de Dunkerque.
| Période                                  | Période        | Identité                | Étiquette                                               | Qualité |
| ---------------------------------------- | -------------- | ----------------------- | ------------------------------------------------------- | --- |
| Les données manquantes sont à compléter. |                |                         |                                                         | |
| janvier 1878                             | octobre 1878   | Alexandre Capon         |                                                         | Maire de Petite-Synthe (1866 → 1871) |
| 1878                                     | 1912           | Georges Vancauwenberghe | Républicain radical                                     | Industriel, Président du Conseil d'arrondissement de Dunkerque (1886 → 1904), Conseiller général de Dunkerque-Ouest (1904 → 1922), Président du conseil général du Nord (1910 → 1922). |
| 1912                                     | 1919           | Auguste Marquis         | Républicain radical                                     | |
| décembre 1919                            | 1929           | Lucien Rambout          |                                                         | |
| 1929                                     | 1942           | Charles Duriez          |                                                         | |
| 1942                                     | 1945           | Charles Delacre         |                                                         | |
| juin 1945                                | septembre 1945 | Auguste Caffier         |                                                         | |
| septembre 1945                           | mars 1947      | Marceau Pladys          | PCF                                                     | |
| mars 1947                                | 1953           | Hyppolyte Jouve         |                                                         | |
| 1953                                     | 1959           | Omer Vanhersecke        | PS                                                      | |
| mars 1959                                | 1966           | Gaston Tirmarche        | PCF                                                     | Docker au Port autonome de Dunkerque. |
| octobre 1966                             | mars 1971      | Jules Hemeilrijk        | PCF                                                     | Vice-président de la Communauté urbaine de Dunkerque (1969 → 1971). |
| mars 1971                                | juin 1995      | Gaston Tirmarche        | PS (il avait quitté le PCF entretemps[réf. nécessaire]) | Conseiller général de Dunkerque-Ouest (1971 → 2001), Vice-président de la communauté urbaine de Dunkerque (1971 → 1995).                                                               |
| juin 1995                                | décembre 2010  | Christian Hutin         | MRC (élu avec l'étiquette RPR en 1995)                  | Député du Nord (12e circ.) (2007 → 2012), Conseiller régional du N-PDC (1998 → 2010), Vice président de la Communauté urbaine de Dunkerque (1995 → )                                   |

| Période       | Période           | Identité          | Étiquette | Qualité |
| ------------- | ----------------- | ----------------- | --------- | --- |
| 2010          | juillet 2017      | Christian Hutin   | MRC       | Député du Nord (12e circ.) (2007 → 2012), Député du Nord (13e circ.) (2012 → ), Vice-président de la Communauté urbaine de Dunkerque (1995 → 2017) Démissionnaire à la suite de sa réélection comme député |
| juillet 2017, | mai 2021, (décès) | Jean-Pierre Clicq | MRC       | Vice-président de la Communauté urbaine de Dunkerque (1996 → 2014) |
| 28 mai 2021   | En cours          | Christophe Claeys | -         | Consultant en marqueting, Premier-adjoint de Saint-Pol-sur-Mer de 2020 à 2021 |

## Démographie

### Évolution démographique
L'évolution du nombre d'habitants depuis 1881 est connue à travers les recensements de la population effectués à Saint-Pol-sur-Mer depuis cette date :
| 1881  | 1886  | 1891  | 1896  | 1901  | 1906  | 1911   | 1921   | 1926   |
| ----- | ----- | ----- | ----- | ----- | ----- | ------ | ------ | ------ |
| 4 406 | 5 200 | 6 312 | 7 492 | 9 031 | 9 799 | 10 258 | 10 492 | 11 658 |

| 1931   | 1936   | 1946   | 1954   | 1962   | 1968   | 1975   | 1982   | 1990   |
| ------ | ------ | ------ | ------ | ------ | ------ | ------ | ------ | ------ |
| 12 422 | 12 729 | 10 369 | 14 071 | 18 686 | 19 084 | 20 867 | 23 055 | 23 832 |

| 1999   | 2006   | 2011   | 2016   | 2021   | 2022   | - | - | - |
| ------ | ------ | ------ | ------ | ------ | ------ | - | - | - |
| 23 337 | 22 100 | 21 313 | 20 826 | 20 094 | 20 346 | - | - | - |

### Pyramide des âges

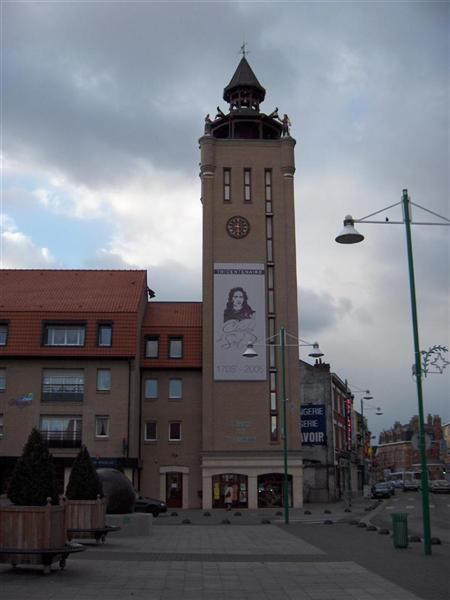
Le Beffroi.

| Hommes | Classe d’âge | Femmes |
| ------ | ------------ | ------ |
| 0,1    | 90 ans ou +  | 0,5    |
| 3,9    | 75 à 89 ans  | 8,1    |
| 10,4   | 60 à 74 ans  | 11,6   |
| 20,5   | 45 à 59 ans  | 20,5   |
| 19,3   | 30 à 44 ans  | 18,6   |
| 22,4   | 15 à 29 ans  | 21,3   |
| 23,4   | 0 à 14 ans   | 19,5   |

| Hommes | Classe d’âge | Femmes |
| ------ | ------------ | ------ |
| 0,2    | 90 ans ou +  | 0,7    |
| 4,6    | 75 à 89 ans  | 8,2    |
| 10,4   | 60 à 74 ans  | 11,9   |
| 19,8   | 45 à 59 ans  | 19,5   |
| 21,0   | 30 à 44 ans  | 19,9   |
| 22,5   | 15 à 29 ans  | 20,9   |
| 21,5   | 0 à 14 ans   | 18,9   |

## Économie
Un marché se tient sur la commune tous les dimanches matins.

## Lieux et monuments
- Écluse Jean Bart XVIIe siècle

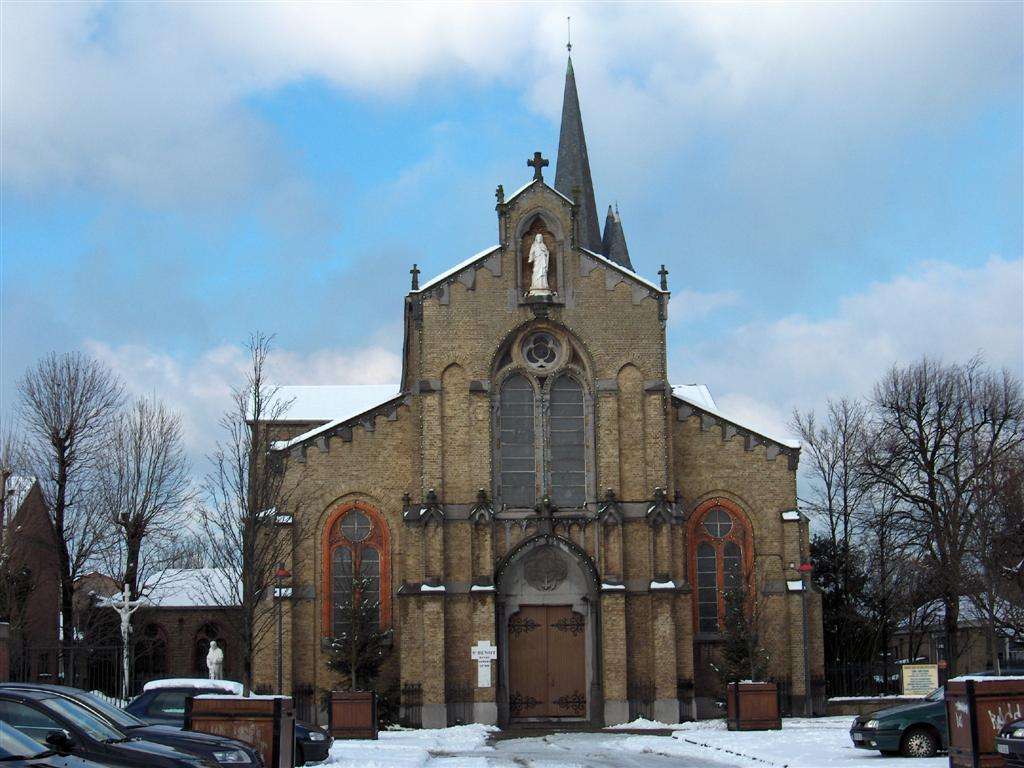
Église Saint Benoît.

- Comptoir linier, dont toute la toiture et supportée par des arches et des entretoises,
- Beffroi avec un des quatre plus grands jacquemarts animés au monde,
- Maison où Georges Guynemer a passé ses dernières nuits,
- Église Saint Benoît (fin XIXe siècle)

## Personnalités liées à la commune
- Gustave Barra, homme politique
- Le compositeur Roland Cardon a écrit une pièce pour orchestre d'harmonie, intitulée Saint-Pol-sur-mer.
- François Cordenier, gardien de beach soccer
- Armand Coutisson, lieutenant-aviateur de l'escadrille VB 105 (escadrille commandée par le capitaine-aviateur Paul-Louis Bousquet et basée à Saint-Pol-sur-Mer). Voir : Début de l'aviation dans la Creuse, interné à Urk (Flevoland) avec André d'Humières, évadés tous les deux de Hollande en 1916. Résistant de la seconde guerre et mort près de Buchenwald, Coutisson était devenu colonel d'aviation.
- Michel de Decker, historien né à Saint-Pol-sur-Mer.
- Georges Guynemer, pilote de guerre
- Yannick Kamanan, joueur de football français
- Benoît Lestavel, footballeur finaliste de la Coupe de France 2000 avec le Calais RUFC
- Mouaad Madri, footballeur franco-marocain
- Kristina Mladenovic, joueuse de tennis
- José-Karl Pierre-Fanfan, joueur de football français
- Timoteï Potisek, pilote de motocross français mort le 10 novembre 2009
- Robert Prigent, homme politique
- Thomas Ruyant, navigateur, est né à Saint-Pol-sur-Mer en 1981
- Jean-Noël Vandaele, artiste peintre, (Lycée Guynemer de 1981 à 1995)
- Inès Vandamme, danseuse, chorégraphe et animatrice de télévision française, a grandi à Saint-Pol-sur-Mer